# Michał Przybyła
Michał Przybyła (ur. 1 lipca 1994 w Busku-Zdroju) – polski piłkarz występujący na pozycji napastnika. Młodzieżowy reprezentant Polski.

## Kariera klubowa
Jest wychowankiem klubu Zdrój Busko-Zdrój, z którego dołączył do Korony Kielce. W jej barwach grał przez trzy lata na poziomie juniorów oraz drugiej drużyny najpierw występującej w Młodej Ekstraklasie, a po reformie w III lidze. W sezonie 2013/2014 był najlepszym strzelcem rezerw Korony, zdobywając jedenaście bramek w dwudziestu spotkaniach. Dzięki temu umożliwił sobie debiut w pierwszej drużynie 21 września 2013 roku, wchodząc na boisko w 76. minucie wyjazdowego meczu z Zagłębiem Lubin, który zakończył się zwycięstwem 2:0 dla gospodarzy. Kolejną szansę otrzymał dopiero w ostatniej kolejce sezonu ze Śląskiem Wrocław, meldując się na murawie w 80. minucie.
W sezonie 2014/2015 został wypożyczony do pierwszoligowego Widzewa Łódź, w którym wystąpił w dwóch spotkaniach, z czego jednym w ramach Pucharu Polski. Po zmianie na stanowisku trenera łódzkiego klubu, które 1 października 2014 roku objął Rafał Pawlak, Przybyła został odsunięty od treningów z drużyną. Z tego powodu jego wypożyczenie zostało skrócone i rundę wiosenną spędził w trzecioligowych rezerwach Korony, gdzie w jedenastu meczach zdobył trzy bramki.
Przed sezonem 2015/2016 ponownie został włączony w szeregi pierwszej drużyny Korony. Swoją szansę otrzymał już od pierwszej minuty w otwierającym nowe rozgrywki spotkaniu z Jagiellonią Białystok, strzelając dwie bramki w 10. oraz 66. minucie. Dzięki temu wyczynowi na stałe przebił się do jedenastki kieleckiego zespołu, strzelając jeszcze gole w wyjazdowych meczach z Zagłębiem Lubin oraz Legią Warszawa, gdzie rozstrzygnął losy spotkania w ostatniej akcji. Ostatecznie sezon zakończył z dorobkiem pięciu bramek zdobytych w dwudziestu dwóch meczach.
21 czerwca 2016 roku podpisał nową, dwuletnią umowę z Koroną Kielce zawierającą opcję przedłużenia jej o następny rok.

## Statystyki
Stan na 24 września 2017
| Klub                         | Sezon              | Liga               | Liga  | Liga   | Puchar Polski | Puchar Polski | Łącznie | Łącznie |
| Klub                         | Sezon              | Liga               | Mecze | Bramki | Mecze         | Bramki        | Mecze   | Bramki  |
| ---------------------------- | ------------------ | ------------------ | ----- | ------ | ------------- | ------------- | ------- | ------- |
| Korona Kielce                | 2013/2014          | Ekstraklasa        | 2     | 0      | 0             | 0             | 2       | 0       |
| Widzew Łódź (wyp.)           | 2014/2015 (j)      | I liga             | 1     | 0      | 1             | 0             | 2       | 0       |
| Korona Kielce                | 2014/2015 (w)      | Ekstraklasa        | 0     | 0      | 0             | 0             | 0       | 0       |
| Korona Kielce                | 2015/2016          | Ekstraklasa        | 22    | 5      | 1             | 0             | 23      | 5       |
| Korona Kielce                | 2016/2017 (j)      | Ekstraklasa        | 12    | 0      | 1             | 0             | 13      | 0       |
| Chojniczanka Chojnice (wyp.) | 2016/2017 (w)      | I liga             | 3     | 0      | 0             | 0             | 3       | 0       |
| Warta Poznań                 | 2017/2018          | II liga            | 20    | 3      | 0             | 0             | 20      | 3       |
| Łącznie                      | Ogólnie w karierze | Ogólnie w karierze | 60    | 8      | 3             | 0             | 63      | 8       |